# Matthias Olavi (död 1590)
Matthias Olavi (Gevalensis, Buraeus), död 1590 i Söderköping, var en svensk präst.

## Biografi
Matthias Olavi blev 1589 kyrkoherde i S:t Laurentii församling, Söderköping och efterträdde sin broder Magnus Olavi. Han avled 1590.

### Familj
Matthias Olavi var gift med en fru till kyrkoherden Christophorus Laurentii i Skällviks församling.